# (6122) Henrard
Pour les articles homonymes, voir Henrard.
(6122) Henrard est un astéroïde de la ceinture principale.

## Description
(6122) Henrard est un astéroïde de la ceinture principale. Il fut découvert le 21 septembre 1987 à la station Anderson Mesa par Edward L. G. Bowell. Il présente une orbite caractérisée par un demi-grand axe de 2,33 UA, une excentricité de 0,16 et une inclinaison de 10,5° par rapport à l'écliptique.

## Compléments